# 三諸大原
三諸 大原（みもろ の おおはら）は、奈良時代から平安時代初期にかけての貴族。大納言・文室浄三の九男。官位は従四位下・備前守。勲位は勲三等。

## 経歴
孝謙朝の天平勝宝4年（752年）父・智努王と共に文室真人姓を与えられて臣籍降下する。
桓武朝の延暦4年（785年）従五位下に叙爵し、右兵衛佐に任ぜられる。翌延暦5年（786年）上総介として地方官に転じる。延暦9年（790年）治部少輔に任ぜられ京官に復帰するが、翌延暦10年（791年）には早くも陸奥介兼鎮守副将軍として地方官に戻り、蝦夷征討の任にあたる。蝦夷征討における大原の具体的な活動内容は伝わらないが、勲三等の叙勲を受けていることから、大きな戦果を挙げた延暦13年（794年）の征夷副将軍・坂上田村麻呂の遠征軍に従軍した可能性もある。またこの間、延暦11年（792年）文室真人から三諸朝臣に改姓している。
その後、常陸守の任期中に稲216,090束を横領していたことが発覚するが、延暦21年（802年）になって罪を免ぜられている（この時の位階は従四位下）。延暦23年（804年）播磨守、延暦24年（805年）備前守と引き続き地方官を歴任した。
平城朝初頭の大同元年（806年）11月9日に自邸で卒去。最終官位は散位従四位下。

## 人物
頻繁に地方官を務めたが、解由状（国司の交代引き継ぎ証）の不交付となることはなかった。

## 官歴
『六国史』による。
- 天平勝宝4年（752年） 9月22日：臣籍降下（文室真人）
- 時期不詳：正六位上
- 延暦4年（785年） 正月7日：従五位下。正月15日：右兵衛佐
- 延暦5年（786年） 正月28日：右兵衛佐。8月8日：上総介
- 延暦9年（790年） 7月24日：治部少輔
- 延暦10年（791年） 正月22日：陸奥介。2月21日：鎮守副将軍
- 延暦11年（792年） 日付不詳：文室真人から三諸朝臣に改姓
- 時期不詳：勲三等。従四位下
- 延暦21年（802年） 正月21日：見常陸前司
- 延暦23年（804年） 2月18日：播磨守
- 延暦24年（805年） 10月11日：備前守
- 大同元年（806年） 11月9日：卒去（散位従四位下）

## 系譜
- 父：文室浄三[1]
- 母：不詳
- 生母不明の子女
  - 男子：文室綿麻呂[3]（765-823）
  - 男子：文室秋津[4]（787-843）
  - 男子：文室海田麻呂[5]（790-858）